# STS-119
STS-119 (englisch Space Transportation System) ist die Missionsbezeichnung eines Raumflugs des US-amerikanischen Space Shuttles Discovery (OV-103) der NASA. Es war die 125. Space-Shuttle-Mission, der 28. Shuttle-Flug zur ISS und der 36. Flug der Raumfähre Discovery.
Der Start erfolgte am 15. März 2009 um 23:43 UTC.
Die Mission STS-119 brachte das S6-Gitterelement zur Internationalen Raumstation. Dieses Gitterelement war das letzte der vier Solarmodule, das montiert wurde. Eine weitere Aufgabe der Mannschaft war der Anschluss des Solarmoduls und der Batterien.

## Mannschaft
- Lee Archambault (2. Raumflug), Kommandant
- Dominic Antonelli (1. Raumflug), Pilot
- Joseph Acaba (1. Raumflug), Missionsspezialist
- Richard Arnold (1. Raumflug), Missionsspezialist
- John Phillips (3. Raumflug), Missionsspezialist
- Steven Swanson (2. Raumflug), Missionsspezialist

### ISS-Crew Hinflug
ISS-Expedition 18
- Kōichi Wakata (3. Raumflug), Bordingenieur (JAXA/ Japan)

### ISS-Crew Rückflug
ISS-Expedition 18
- Sandra Magnus (2. Raumflug), Bordingenieurin

## Vorbereitungen
Nach ihrer letzten Mission (STS-124) wurde die Discovery zurück in ihren Wartungshangar gebracht, wo die routinemäßigen Nachuntersuchungen sowie Ausbesserungen von Beschädigungen durchgeführt wurden. Der externe Tank für den Flug traf am 15. Juli 2008 am Kennedy Space Center ein und wurde zwischen den Feststoffboostern montiert. Ursprünglich waren Tank und Booster für die Mission STS-125 vorgesehen, die jedoch aufgrund von technischen Schwierigkeiten am zu wartenden Hubble-Weltraumteleskop um ein Dreivierteljahr verschoben werden musste. Man entschloss sich am 30. Oktober dazu, die bereits am Tank befestigte Atlantis vom Tank zu lösen, so dass die Discovery diesen für die STS-119 Mission verwenden konnte. Weiterhin wurde so die Startplattform rechtzeitig für den Ares I-X-Testflug der Ares I im Rahmen des Constellation-Programms frei.
Die Discovery wurde am 7. Januar 2009 zum Vehicle Assembly Building überführt, anschließend am externen Tank angebracht. Das gesamte Shuttle wurde am 14. Januar zur Startrampe 39A gefahren, wo es von der bereits am 11. Januar angelieferten Hauptnutzlast erwartet wurde. Diese wurde während der nächsten Tage in die Nutzlastbucht integriert. Am 19. Januar kam die Besatzung zum Terminal Countdown Demonstration Test, um sich mit den Sicherheitsvorkehrungen am Startplatz vertraut zu machen.

### Triebwerksschwierigkeiten

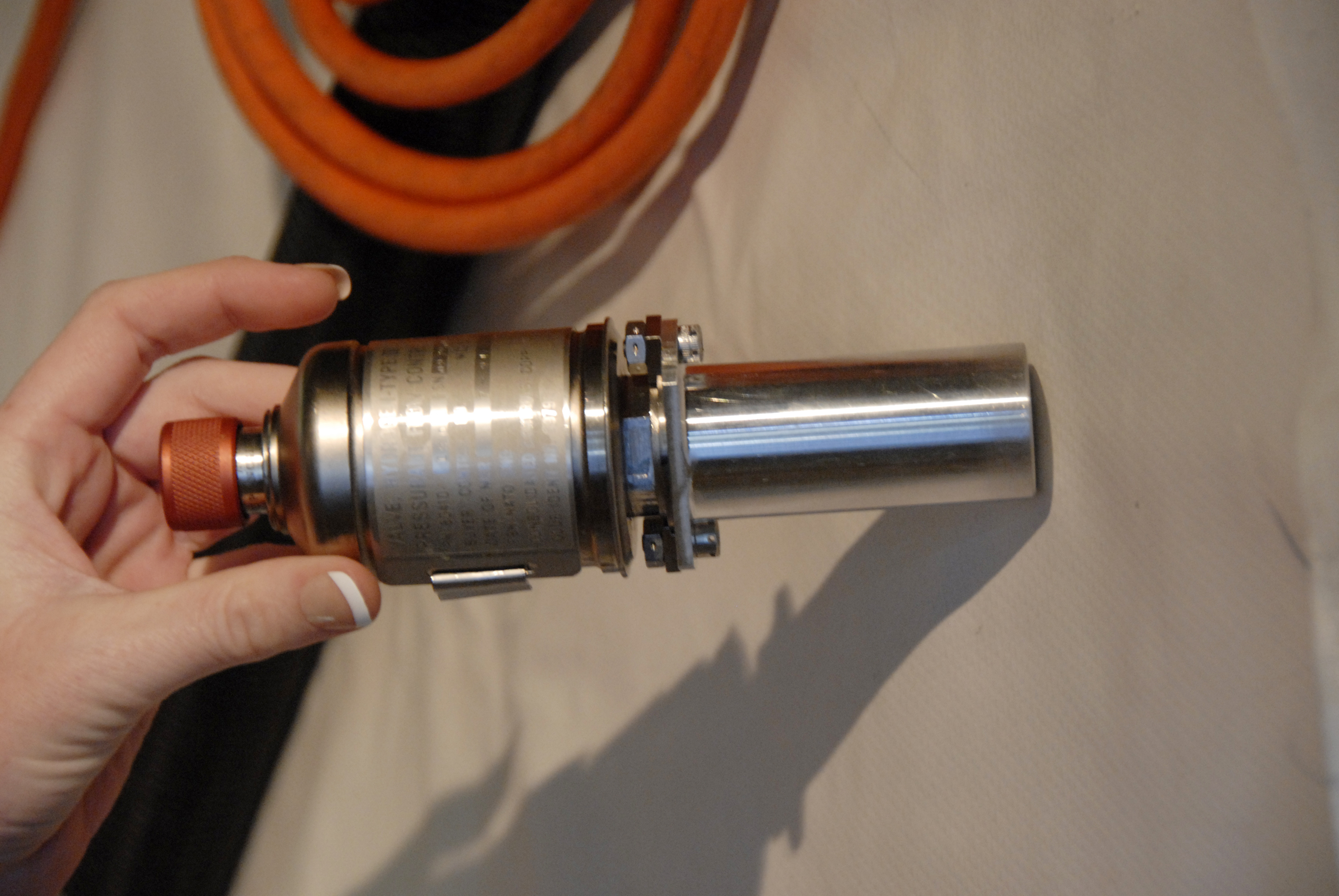
Ein Ventil der Discovery

Nach der STS-126-Mission entdeckte man an den Kühldruckventilen der Haupttriebwerke der Endeavour Beschädigungen, so dass die Gegenstücke der Discovery sicherheitshalber zu einer Inspektion geschickt wurden, die sie jedoch fehlerfrei bestanden. Sie wurden am 30. Januar zum KSC zurückgebracht und anschließend montiert. Um das Problem jedoch verstehen zu können, gab man weitere Analysen und Tests in Auftrag.

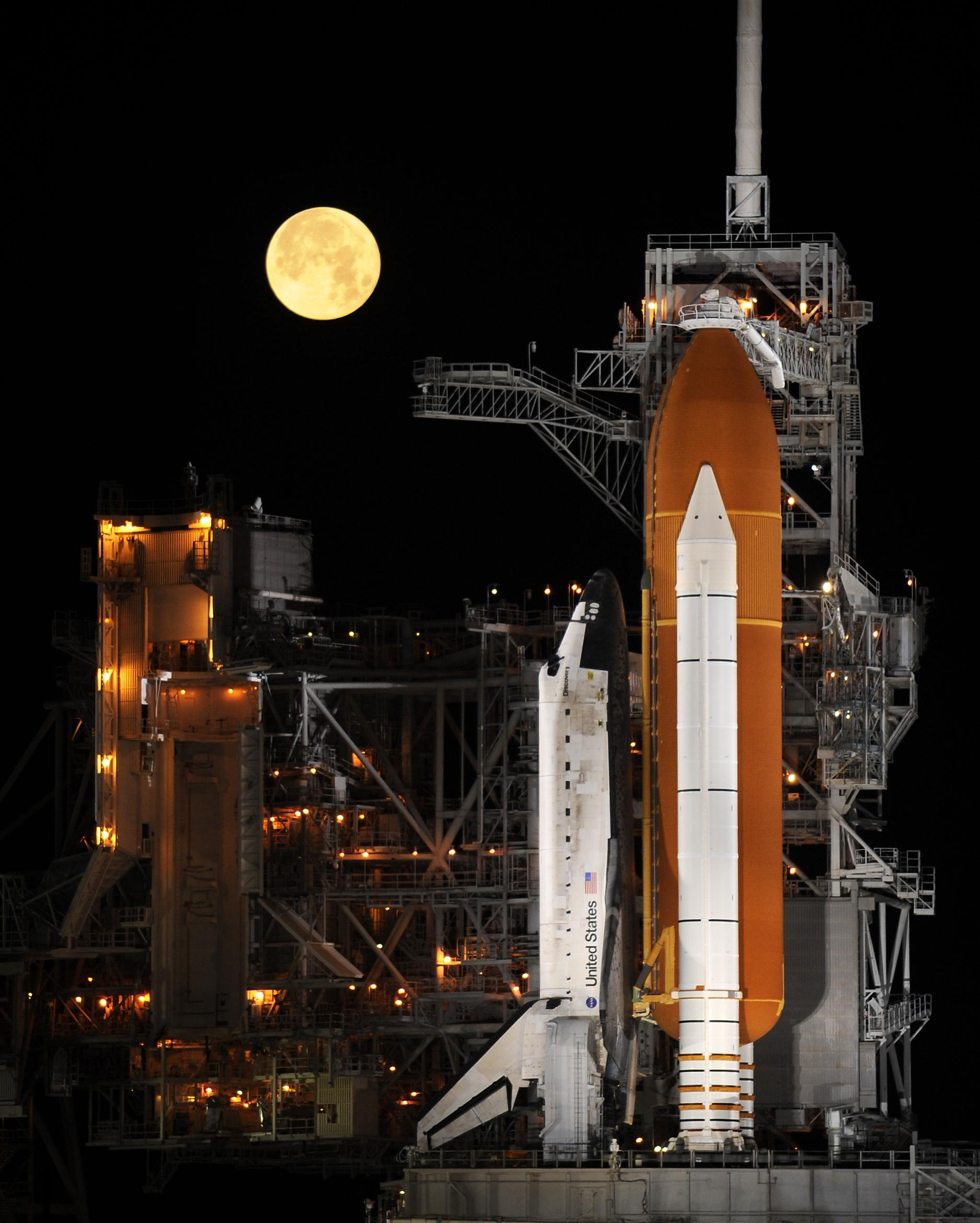
Die Discovery auf der Startanlage 39A mit dem Vollmond im Hintergrund

Am 3. Februar kamen die führenden Personen der beteiligten Programme zum letzten von zwei Flight Readiness Reviews (FRR) zusammen, um einen Starttermin festzulegen. Sie stellten jedoch fest, dass die Analysen bezüglich der Ventile weitere Zeit benötigen und somit ein Start nicht vor dem 19. Februar möglich wäre. Das FRR wurde offen beendet und sollte zunächst am 14. Februar, kurz nach einem Sondertreffen, fortgesetzt werden. Dieses Treffen war für den 12. Februar geplant, sollte aber um einen Tag verschoben werden, worunter auch der Starttermin litt – dieser lag mittlerweile auf dem 22. Februar. Während des Sondertreffens wurde festgestellt, dass bei dem Ventilproblem Fortschritte gemacht wurden, man aber immer noch Zeit für die Analysen brauche. Somit wurde der Termin für den FRR auf den 20. Februar und der vorläufige Starttermin auf den 27. Februar gelegt. Jedoch wurde auch während dieses Treffens entschieden, den Start zu verschieben, da immer noch keine zufrieden stellenden Testergebnisse vorlagen. Ein neuer Starttermin wurde nicht genannt, jedoch ein Treffen am 25. Februar geplant. Am 24. Februar wurden Anweisungen gegeben, alle Ventile gegen Ventile mit weniger Einsätzen auszutauschen. Am 4. März kamen Manager und Techniker des Space-Shuttle-Programms zusammen, um den Fortschritt der Arbeiten zu begutachten. Sie entschlossen sich dazu, zwei Tage später mit dem Flight Readiness Review fortzufahren. Im Anschluss an dieses dritte FRR wurde der 12. März, 01:20 UTC als erste Startmöglichkeit freigegeben. Die Besatzung kam am 8. März am Kennedy Space Center an, wenig später wurde mit dem Countdown begonnen.

## Missionsverlauf

### Start, Rendezvous und Kopplung

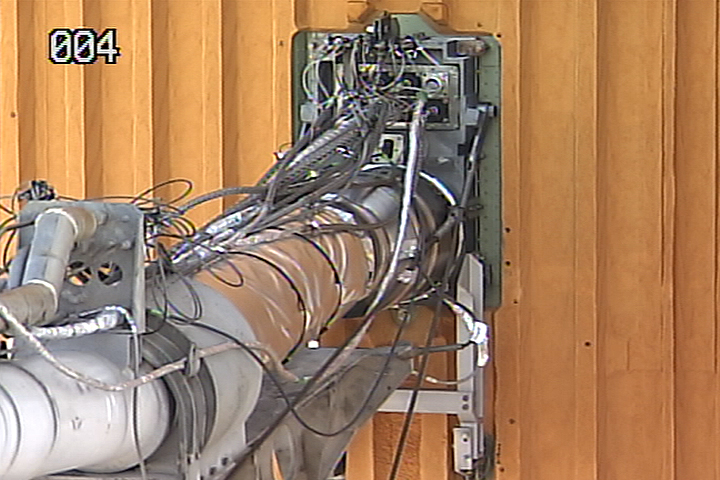
Die Verbindungsstelle der Ablassleitungen

Der erste Startversuch am 12. März endete bereits während des Betankens des Außentanks. Man bemerkte, dass in der Wasserstoff-Ablassleitung ein Leck vorhanden war und brach den Versuch deshalb um 16:37 UTC ab. Der Außentank wurde anschließend geleert. Ein weiterer Startversuch sollte zunächst am 13. März um 00:54 UTC erfolgen, wurde allerdings abgesagt um mehr Zeit für die Analysen des Problems zu haben, welches zuvor nie in dieser Form aufgetreten war. Nachdem der Grund für das Leck, ein defektes Ventil, gefunden worden war, wurde als neuer Starttermin der 15. März um 23:43 UTC angestrebt. Zuvor wurde das defekte Ventil gegen ein neues ausgetauscht.
Aufgrund dieser erneuten Verschiebung musste einer der vier geplanten Außenbordeinsätze abgesagt werden, da das Shuttle rechtzeitig vor dem Andocken von Sojus TMA-14, dessen Start planmäßig am 26. März 2009 durchgeführt wurde, die Station wieder verlassen haben muss.

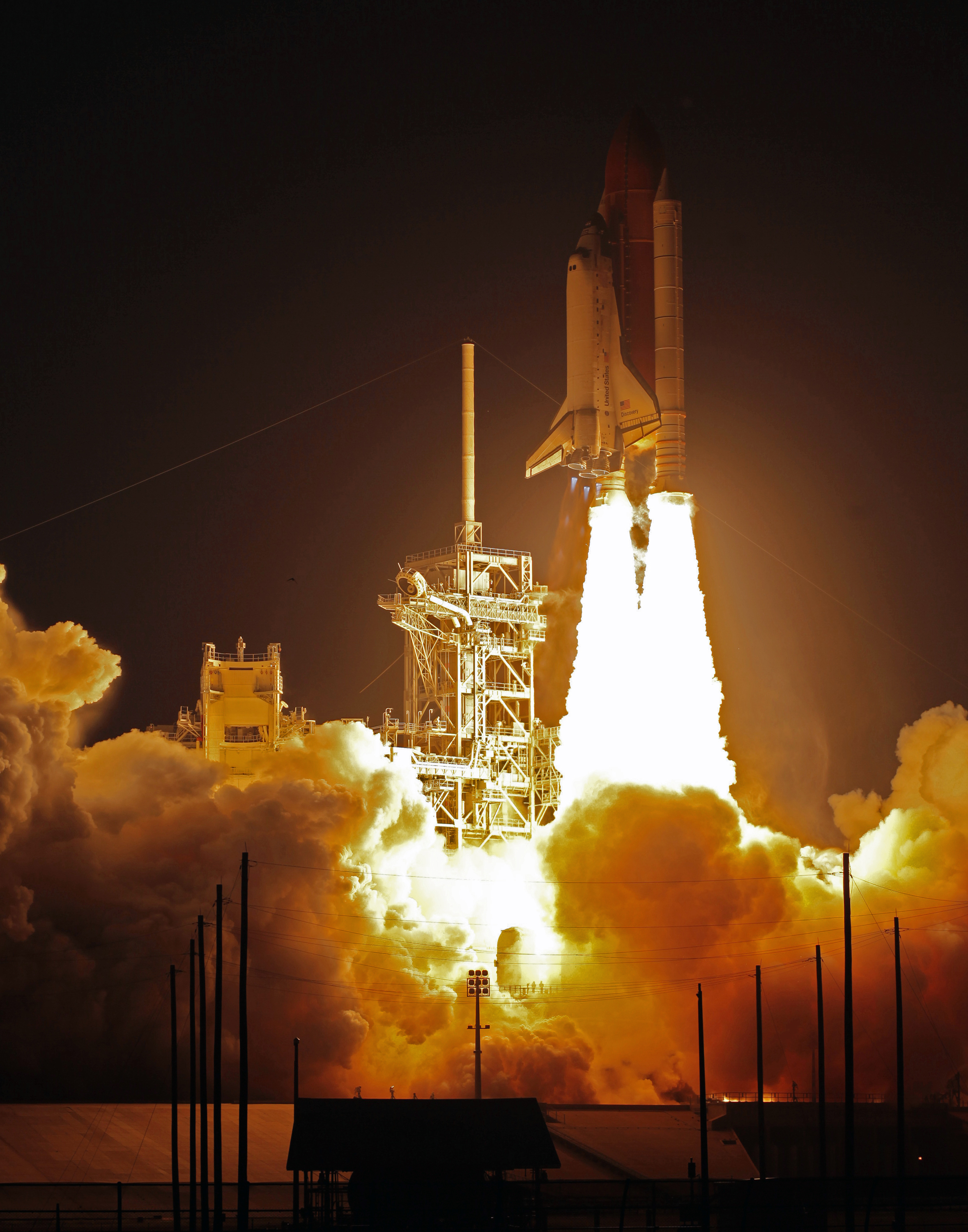
Start der Discovery

Während des Betankens am 15. März gab es keinerlei Probleme. Das neue Ventil funktionierte auch nach mehrmaligem Öffnen und Schließen einwandfrei. Lediglich ein kleines Problem an der Verbindungsstelle der Treibstoffleitungen vom Tank zum Shuttle trat auf. Dort war der Druck einer Heliumschutzgasanlage dicht am unteren Grenzwert, konnte aber an der Startanlage manuell passend eingestellt werden. Das Helium verhindert Eisbildung an der Verbindungsstelle. Die Besatzung verließ planmäßig das Operations and Checkout Building und bestieg den startbereiten Orbiter. Einige Zeit später wurde die Einstiegsluke geschlossen und die Startanlage geräumt.

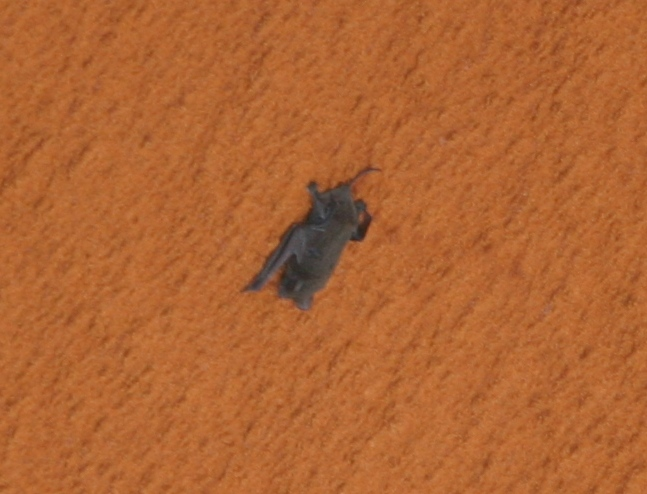
Aufnahme der Fledermaus auf dem externen Treibstofftank während des Shuttle-Starts

Während des Countdowns wurde festgestellt, dass sich auf der dem Shuttle abgewandten Seite des externen Treibstofftanks eine Fledermaus niedergelassen hatte. Die NASA überprüfte, ob diese ein Sicherheitsrisiko für das Shuttle darstellen könnte, falls sie beim Start gegen den Hitzeschild fallen würde. Nach einer kurzen Untersuchung konnte diese Gefahr ausgeschlossen werden und es wurde der Start mit der Fledermaus am Tank gestattet. Bei der Analyse von Fotoaufnahmen des Shuttle-Starts wurde sie als Bulldoggfledermaus identifiziert und festgestellt, dass sie sich auch während des Starts noch auf dem Tank befand. Aufgrund der Beschleunigung des Shuttles ist es wahrscheinlich, dass sie durch den resultierenden zunehmenden Luftwiderstand kurz nach dem Start abgerissen wurde und in den heißen Abgasen der Haupttriebwerke ihr Ende fand.
Da keine weiteren technischen Probleme auftraten und auch das Wetter einwandfrei war, startete die Discovery planmäßig um 23:43 UTC. Zwei Minuten nach dem Start wurden die Feststoffbooster abgeworfen, nach acht Minuten wurden die Haupttriebwerke deaktiviert und zehn Sekunden später der Außentank abgeworfen.
Den restlichen Tag verbrachte die Besatzung damit, die Discovery raumflugtauglich zu machen. Dazu gehörten unter anderem die Öffnung der Ladebuchttore und die Aktivierung der RCS-Manövertriebwerke sowie des Roboterarms. Weiterhin wurde der Orbiter durch Triebwerkszündungen um 60 Kilometer angehoben und vom anfänglich kräftig elliptischen Orbit in eine kreisförmigere Umlaufbahn gebracht.
Der zweite Flugtag (17. März) stand ganz im Zeichen diverser Inspektionen. Die wichtigste davon war die Untersuchung des Hitzeschildes auf Beschädigungen an den Vorderflügelkanten und der Vorderspitze der Raumfähre. Dazu wurde eine Verlängerung des Roboterarms, das Orbiter Boom Sensor System mit speziell hierfür ausgelegten Instrumenten verwendet. Zudem wurden die Raumanzüge, welche während der drei Ausstiege verwendet werden sollen, geprüft und so weit wie möglich vorbereitet. Auch wurden Vorbereitungen für die Transfers zwischen Shuttle und Station sowie das Andocken getroffen.
Im Verlauf des Tages stellte man fest, dass das Ergometer der Discovery einen Defekt aufweist. Die Besatzung verwendet es, um Muskelschwund während des Fluges entgegenzuwirken. Bis zur Reparatur des Gerätes musste die Besatzung auf alternative Trainingsmethoden und die Anlagen der ISS zurückgreifen.

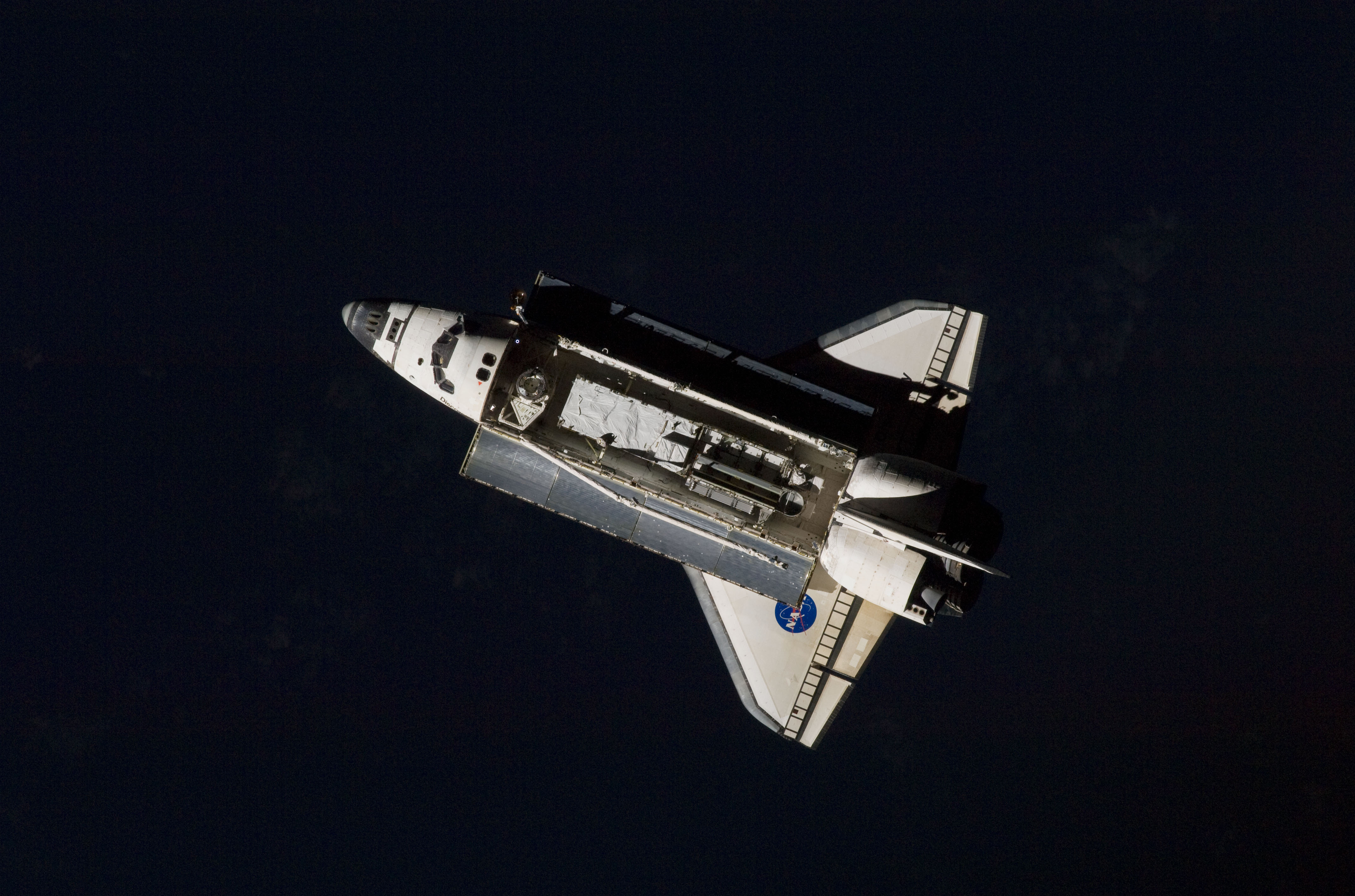
Die Discovery während des RPM auf einem der Fotos, die die ISS-Besatzung zur Inspektion des Shuttles anfertigte

Die Ankopplung des Shuttles war für den dritten Flugtag (17. März) angesetzt. Dazu wurden über die erste Hälfte des Tages mehrere Triebwerksstarts durchgeführt, um die Discovery auf einen entsprechenden Abfangkurs zu bringen. Etwa eine Stunde vor der Kopplung befand sich die Discovery 200 m unterhalb der Station, um das Rendezvous Pitch Maneuver (RPM), eine 360°-Rückwärtsrolle, durchzuführen. Während dieses Manövers machte die Besatzung der ISS mithilfe von 400 mm- und 800 mm-Objektiven hochauflösende Fotos vom unteren Hitzeschild des Shuttles, welche dann auf Schäden kontrolliert wurden. Der Beginn dieses Manövers verzögerte sich um mehrere Minuten, als unerwartet die Kommunikation mit der Station verloren ging. Dies wurde auf fehlerhafte Headsets zurückgeführt. Nachdem die ISS wieder Rufe empfangen, jedoch nicht senden konnte, begann man mit dem RPM, jedoch ging die Kommunikation erneut verloren, so dass die ISS-Besatzung nicht über den offiziellen Beginn der Foto-Session informiert wurde. Sie begannen daher eigenständig mit dem Fotografieren des Hitzeschildes. Nach dem RPM begab sich die Discovery in 70 Meter Entfernung vor die Station und begann, sich langsam an diese anzunähern. Die Kopplung erfolgte schließlich um 21:20 UTC. Eine Stunde und 49 Minuten später wurden die Luken zwischen den Raumfahrzeugen geöffnet und die Transferarbeiten begannen. Der Austausch des Sojussitzes von Sandra Magnus gegen den von Kōichi Wakata erfolgte gegen 01:00 UTC am 18. März, wodurch diese die Besatzungszugehörigkeit wechselten.

### Arbeiten an der ISS

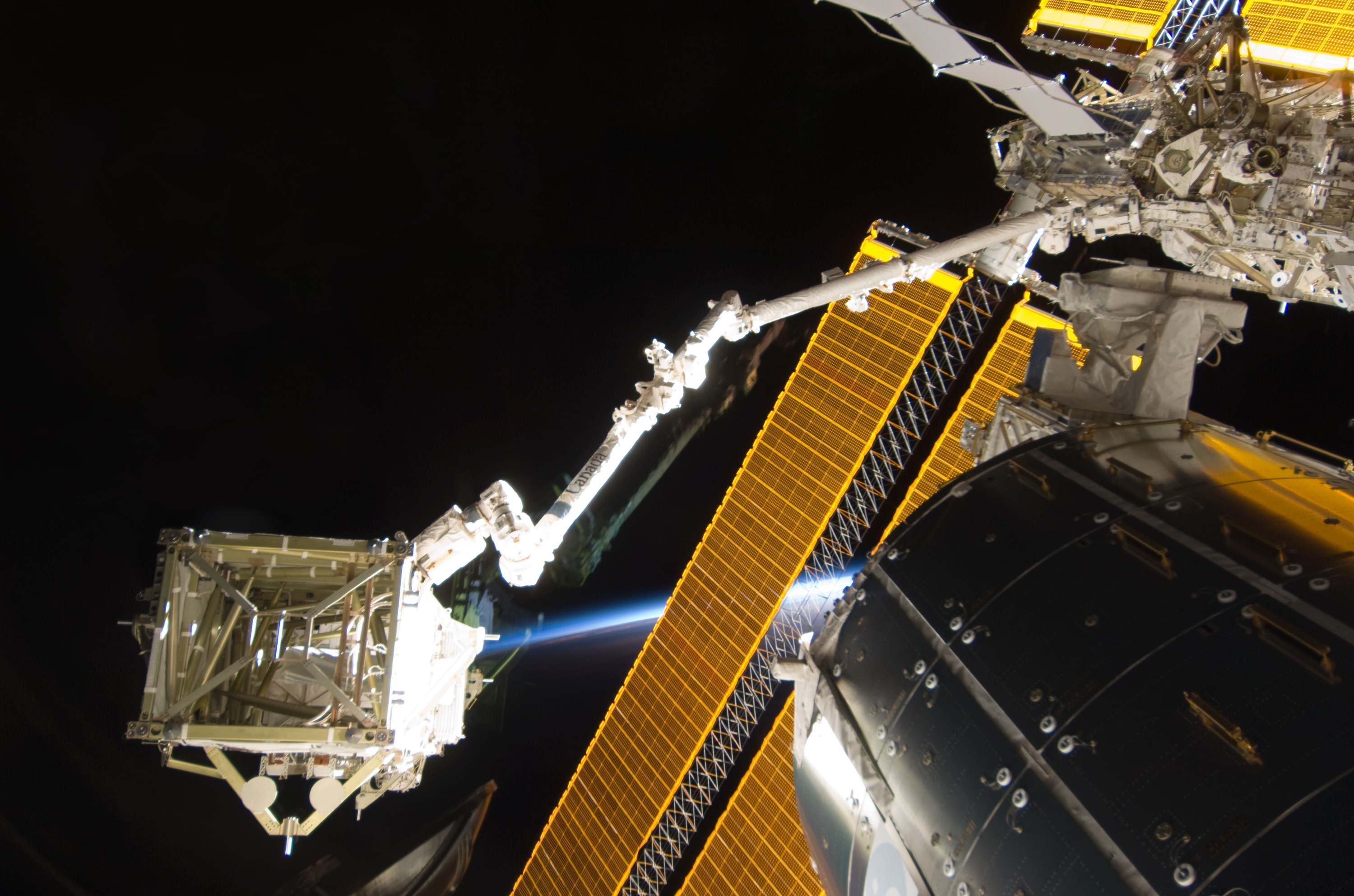
Das S6-Segment am Canadarm2 in der Parkposition vor der Montage am folgenden Flugtag

Am vierten Flugtag (18. März) begannen die Arbeiten zur Installation des S6-Segments. Dazu wurden mehrere Manöver mit den Roboterarmen des Shuttles sowie der Station durchgeführt. Zunächst ergriff Canadarm2, kontrolliert durch John Phillips und Sandra Magnus, S6 und entnahm das Segment aus der Nutzlastbucht. Anschließend wurde S6 an den Roboterarm des Shuttles weitergegeben, so dass Canadarm2 ohne Risiken für das Gleichgewicht der Station oder eine beschleunigte Abnutzung der Gyroskope zum Steuerbordende der Station bewegt werden konnte. Dort wurde S6 erneut übergeben und in eine Parkposition gebracht, in der es bis zum Beginn des Ausstieges am nächsten Tag belassen wurde.
Im Stationsinneren standen neben Transferaktivitäten und der Bedienung der Roboterarme Vorbereitungen für den Ausstieg an, welcher von Steven Swanson und Richard Arnold durchgeführt wurde. Es wurden die Raumanzüge zur Stationsluftschleuse Quest überführt, montiert und mit Sauerstoff betankt. Weiterhin wurden die Werkzeugtaschen vorbereitet. Nach einem vorbereitenden Briefing begaben sich Swanson und Arnold in die Luftschleuse, um über Nacht unter reduziertem Luftdruck reinen Sauerstoff zu atmen. Dieses so genannte Campout reduziert den Gehalt des im Körpergewebe gelösten Stickstoffs und beugt so der Dekompressionskrankheit vor.

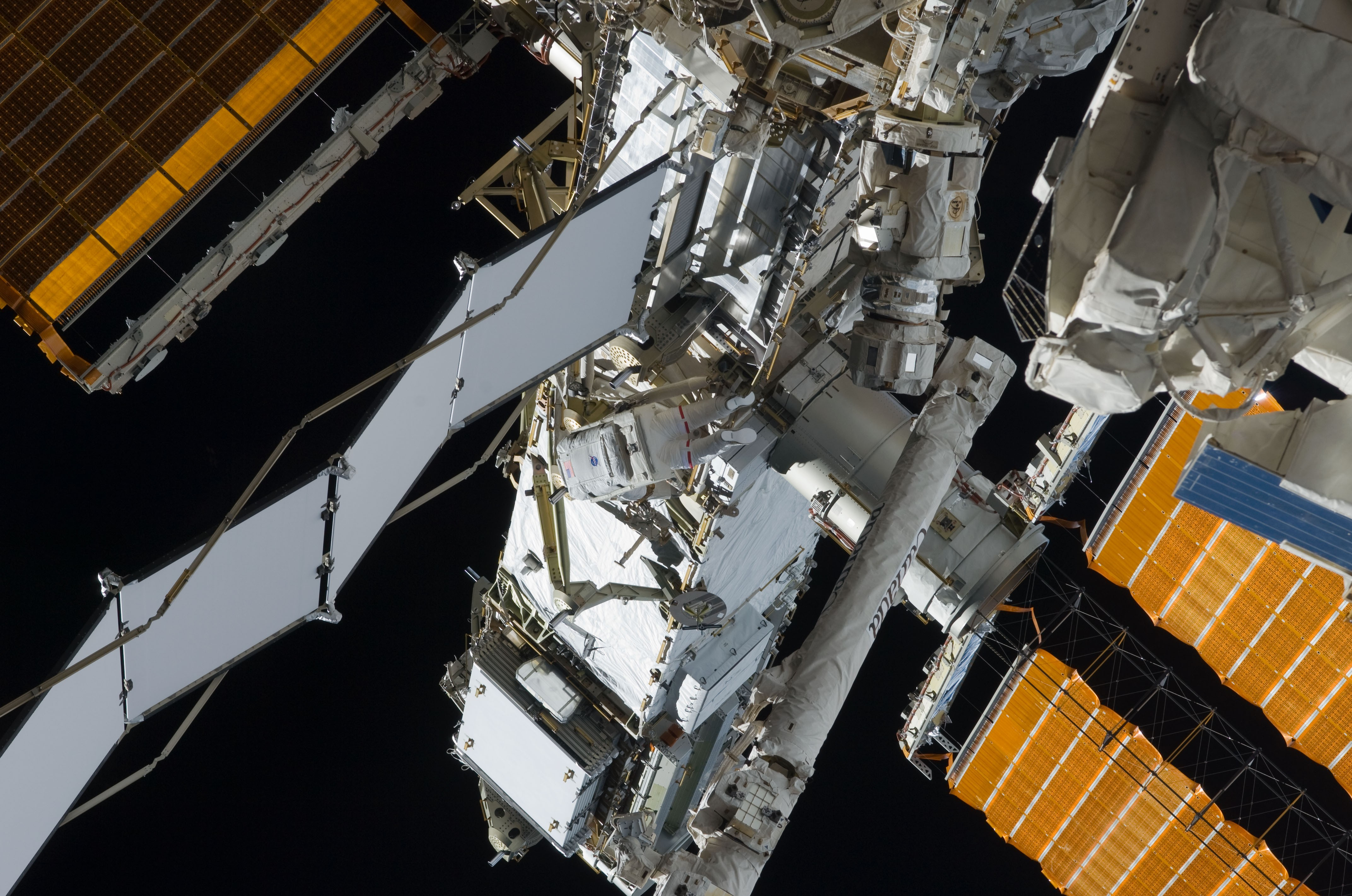
Swanson (Bildmitte) während des ersten Ausstiegs

Der fünfte Flugtag (19. März) begann mit den letzten Vorbereitungen auf den bevorstehenden ersten Ausstieg. Während Swanson und Arnold ihre Raumanzüge anlegten und letztmals prüften, bewegten Phillips und Wakata den Stationsarm so, dass S6 anschließend nur etwa 1,6 Meter von seiner Endposition entfernt war. Um 17:16 UTC schalteten die Astronauten in der Luftschleuse ihrer Raumanzüge auf interne Energieversorgung um, was den Beginn eines US-basierten Ausstiegs markiert. Sie begaben sich anschließend zum Steuerbordende der Station und wiesen Phillips bei der S6-Montage ein, so dass das Segment um 18:17 UTC seine finale Position erreichte. Anschließend begann man damit, das Segment zu befestigen und die Verkabelung zu verbinden. Auch diverse Starthalterungen und Wärmematten wurden entfernt und der segmenteigene Radiator sowie die Boxen, in denen die Kollektoren gelagert sind, ausgefahren. Der Ausstieg endete nach sechs Stunden und sieben Minuten um 23:23 UTC. Die vier entfernten thermischen Abdeckungen wurden als Weltraummüll entsorgt (SatCat 34605 bis 34608) und verglühten zwischen 31. März und 5. April in der Erdatmosphäre.
Bereits vor dem Beginn des sechsten Flugtags (20. März) wurde mit dem Entfalten der Kollektoren begonnen. Sowohl der vordere (3B) als auch der hintere (1B) Kollektor wurden um eine so genannte Bucht, die Länge zweier aneinanderhängender Zellen, ausgefahren, so dass sich die Kollektoren an die Weltraumumgebung anpassen konnten. Unter den Augen beider Besatzungen wurde dann 1B zu 49 % ausgefahren und während eines orbitalen Tages (etwa 40 Minuten) in dieser Stellung der Sonnenstrahlung ausgesetzt. Dies sollte den Kollektor erwärmen und so eventuelle Verklebungen zwischen den Paneelen lösen. Anschließend wurde der Kollektor vollständig ausgefahren. Das Ausfahren von 3B verlief nach demselben Verfahren. Zwischendurch stellte man an dem Kollektor eine Deformierung fest, die das vollständige Ausfahren schließlich jedoch nicht behindern sollte. Die Besatzungen fuhren anschließend mit anderen Arbeiten fort. Darunter war auch die Reparatur des Ergometers des Shuttles, in welchem sich eine Komponente verhakt hatte. Weiterhin wurden Reparaturen am Urinverarbeitungssystem, einem Teil des US-Wasserrecyclingsystems, durchgeführt. Dort wurde nach der ersten Inbetriebnahme während der STS-126-Mission ein Defekt an einer Zentrifuge festgestellt, weshalb das System nicht korrekt arbeitete. Schließlich liefen die Vorbereitungen für den zweiten Ausstieg an. Entsprechend verbrachten Steven Swanson und Joseph Acaba die Nacht in der Luftschleuse und führten ein weiteres Campout durch.

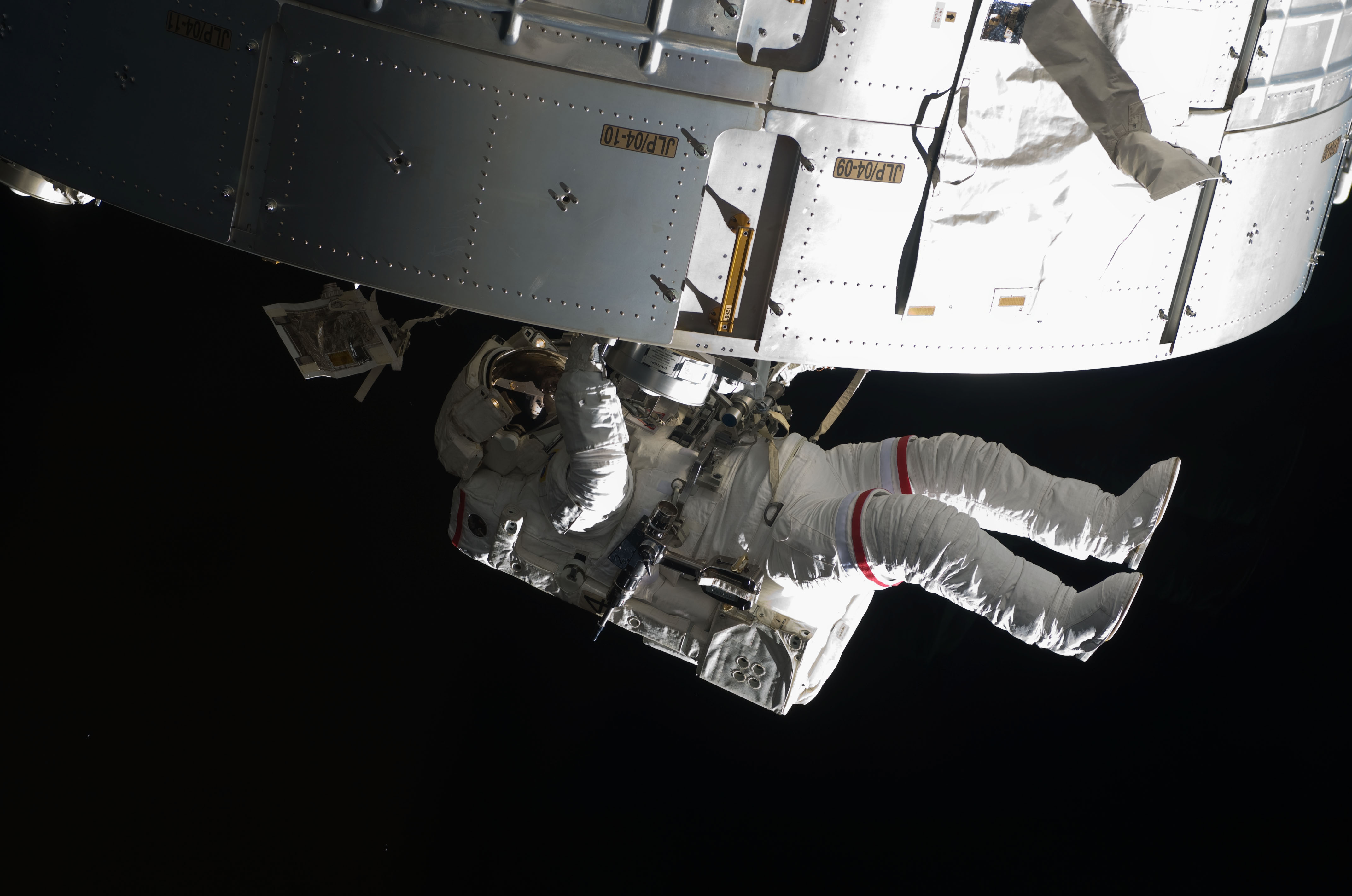
Steven Swanson während der Montage der GPS-Antenne

Der Ausstieg begann am siebten Flugtag (21. März) um 16:51 UTC nachdem eines der vier Gyroskope der Station in Vorbereitung für die geplanten Arbeiten deaktiviert wurde. Swanson und Acaba begaben sich nach dem Verlassen der Luftschleuse zum P6-Segment am linken Ende der Station. Dort bereiteten sie den Austausch von Batterien während der nächsten ISS-Shuttle-Mission STS-127 vor. Sie testeten die Werkzeuge und verstauten sie vor Ort. Während dieser Arbeiten fiel eines der drei verbliebenen Gyroskope aus, wodurch die Mindestanforderungen für die Lagekontrolle unterschritten wurden und diese Aufgabe während des restlichen Ausstiegs von der Discovery übernommen wurde. Anschließend begaben sie sich zum P3-Segment um einen Andockpunkt für externe Nutzlasten (UCCAS) auszufahren. Das vollständige Ausfahren war jedoch nicht möglich, dies wurde auf einen blockierenden Halterungsbolzen zurückgeführt. Nach einigen Versuchen brachen sie die Arbeiten ab und teilten sich auf. Swanson begab sich zum Kibō-Segment der Station und montierte die letzte von zwei GPS-Antennen, welche für den Anflug des japanischen HTV verwendet werden sollten. Acaba begann derweil mit dem Fotografieren der S1- und P1-Radiatoren im sichtbaren und infraroten Lichtspektrum. Die fotografische Dokumentation der Radiatoren wurde durchgeführt, um besser verstehen zu können, wie sich ein Riss in einem der Steuerbordpaneele auf die Gesamtleistung auswirkt. Swanson begab sich nach der GPS-Antennen-Installation zum Z1-Segment, um dort an einer Verbindungstafel der Stromversorgung der Gyroskope zu arbeiten. Diese wurden jedoch nach einiger Zeit unterbrochen und Swanson wurde zum P3 zurückgeschickt, um den Kopplungspunkt mit einigen Seilen zu sichern. Der Ausstieg endete nach genau 6 Stunden und 30 Minuten um 23:21 UTC. Aufgrund der Probleme mit dem P3-Kopplungspunkt musste das Ausfahren eines Gegenstücks an S3 abgesagt werden.
Im Stationsinneren wurde ein Trockenlauf des Urinverarbeiters durchgeführt. Stationskommandant Michael Fincke meldete, dass der Lautstärkepegel im Vergleich zum Originalteil wesentlich geringer sei.
Der erste Teil des achten Flugtags wurde den Besatzungsmitgliedern zur freien Verfügung gestellt, um sich von den Strapazen der vergangenen Tage zu erholen. Sie nutzten die Zeit, um Gespräche mit ihren Familienmitgliedern zu führen. Fincke setzte derweil die Arbeiten am Urinverarbeiter fort und führte einen Testlauf mit Urin durch. Das Ersatzteil arbeitete einwandfrei, jedoch war die Einflussgeschwindigkeit des Urins stark vermindert. Man brach die Arbeiten zunächst ab und tauschte einige Zeit später den Filter der Einheit aus. Anschließend wurde ein neuer Test gestartet.
Um 20:00 UTC wurde ein Ausweichmanöver gestartet, um einem Wrackteil eines chinesischen Satelliten mit einem Durchmesser von etwa 10 cm auszuweichen. Es hatte dieselbe Bahnhöhe wie die Station, jedoch statt 51,6° eine Bahnneigung von 98° und wäre so der Station während des kommenden Ausstiegs und der folgenden Tage zwei Mal pro Orbit gefährlich nahegekommen. Zwischen 20:00 UTC und 20:30 UTC führte die Discovery ein Manöver durch, das die Station um 180° drehte und sie in die Abdockposition brachte. Diese Position behielt sie drei Stunden bei und reduzierte so die Geschwindigkeit des Komplexes genug, um dem Wrackteil auszuweichen. Da genauere Daten zur Flugbahn des Wrackteils erst später vorlagen, derlei Manöver jedoch aufgrund der auftretenden Beschleunigungen nicht gleichzeitig mit einem Weltraumausstieg erfolgen können, entschloss sich die NASA dazu, das Manöver präventiv vor dem Ausstieg durchzuführen. Nach dem Manöver drehte die Discovery den Komplex wieder in Flugposition und es wurden die Vorbereitungen für den letzten Ausstieg aufgenommen. Unter anderem erhielten Arnold und Arcaba detailliertere Informationen bezüglich der Arbeiten an P3. Anhand von Tests im Neutral Buoyancy Laboratory (Nullauftriebslabor) am Johnson Space Center in Houston vermutete man, dass sich das Problem mit größerer Krafteinwirkung lösen ließe. Das Team begab sich anschließend für ein Campout in die Luftschleuse Quest.

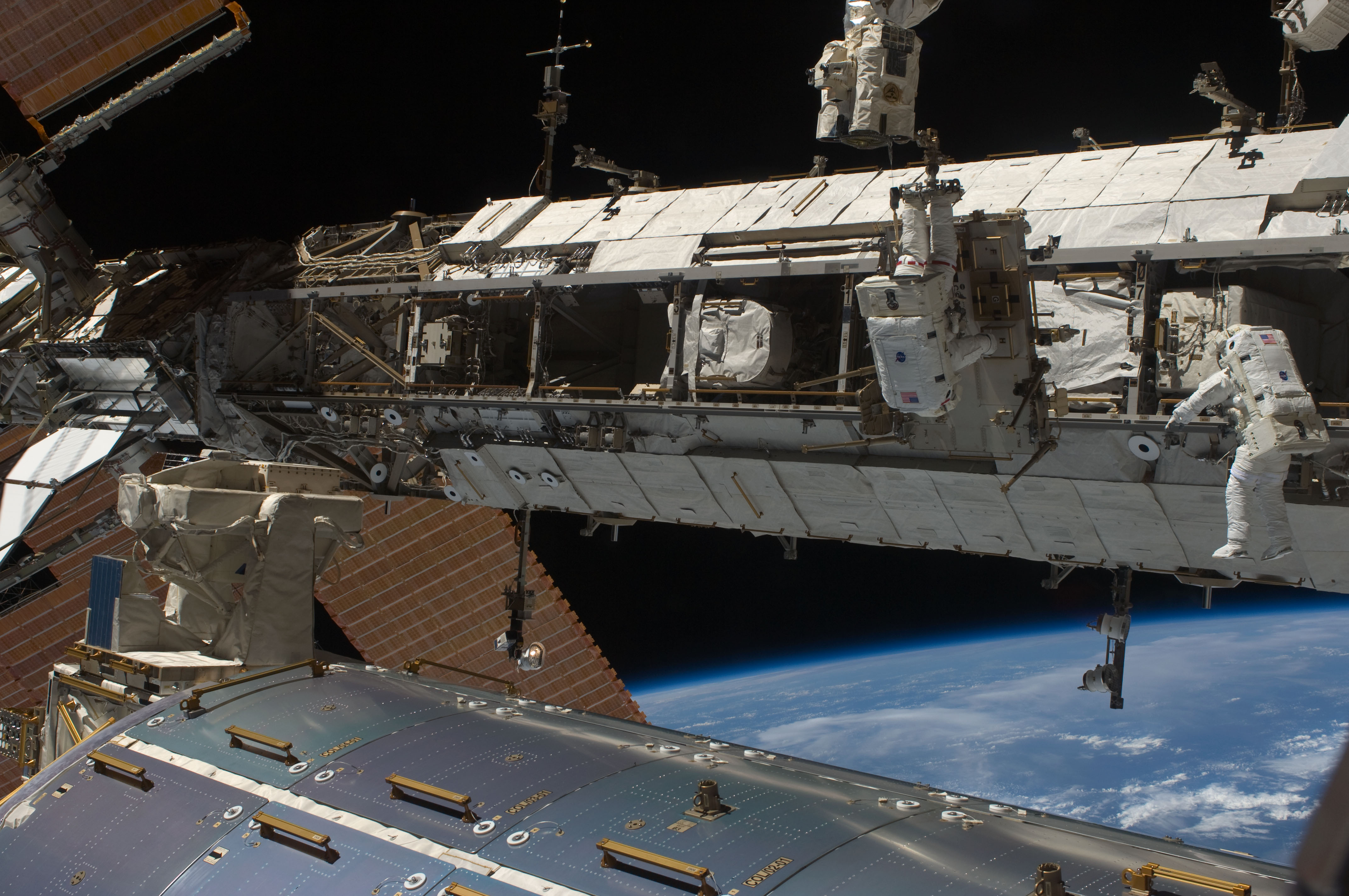
Die Astronauten bei der Befestigung der CETA an ihrer neuen Position

Der dritte Ausstieg begann am 23. März, dem neunten Flugtag, um 16:34 UTC. Zu Beginn manövrierten Phillips und Wakata die CETA-Plattform von P1 zu S1, wo sie anschließend von Arnold und Arcaba eingerastet wurde. Dann versuchten sie sich erneut an dem UCCAS-Adapter. Der herausragende Bolzen war nicht Grund für die Blockade gewesen, doch auch unter größerem Kraftaufwand ließ sich der Fehler nicht beheben. Die beiden Astronauten fixierten daraufhin den Adapter in seiner halb ausgefahrenen Position mit Seilen, die für längere Zeiträume den Weltraumbedingungen standhalten. Da die Ursache der Probleme noch unklar war, wurde auch die Montage des S1-Gegenstücks abgesagt. Anschließend begab sich Acaba zurück zu den CETAs, um einen Verbinder anzubringen. Arnold begab sich zum B-Ende des Roboterarms, um diesen zu schmieren. Nach einigen Zusatzaufgaben endete der Ausstieg nach 6 Stunden und 27 Minuten um 22:04 UTC und brachte die Gesamtzeit der Außenbordeinsätze dieser Mission auf 19 Stunden und 4 Minuten.
Das System zur Wassergewinnung aus Urin wurde erfolgreich mit Flüssigkeit getestet und das gewonnene Wasser von der Discovery für labortechnische Untersuchungen mit zur Erde gebracht.
Am Flugtag zehn (24. März) wurden die letzten Transfers zwischen der Discovery und der ISS durchgeführt, die nicht bis zum letztmöglichen Zeitpunkt warten mussten. Um 14:00 UTC fand eine Fragerunde mit US-Präsident Barack Obama, einer Schulklasse und einigen Kongressabgeordneten statt. Die Besatzungen hielten um 17:00 UTC ihre traditionelle Pressekonferenz, der Rest des Tages wurde den Raumfahrern der Discovery freigestellt.

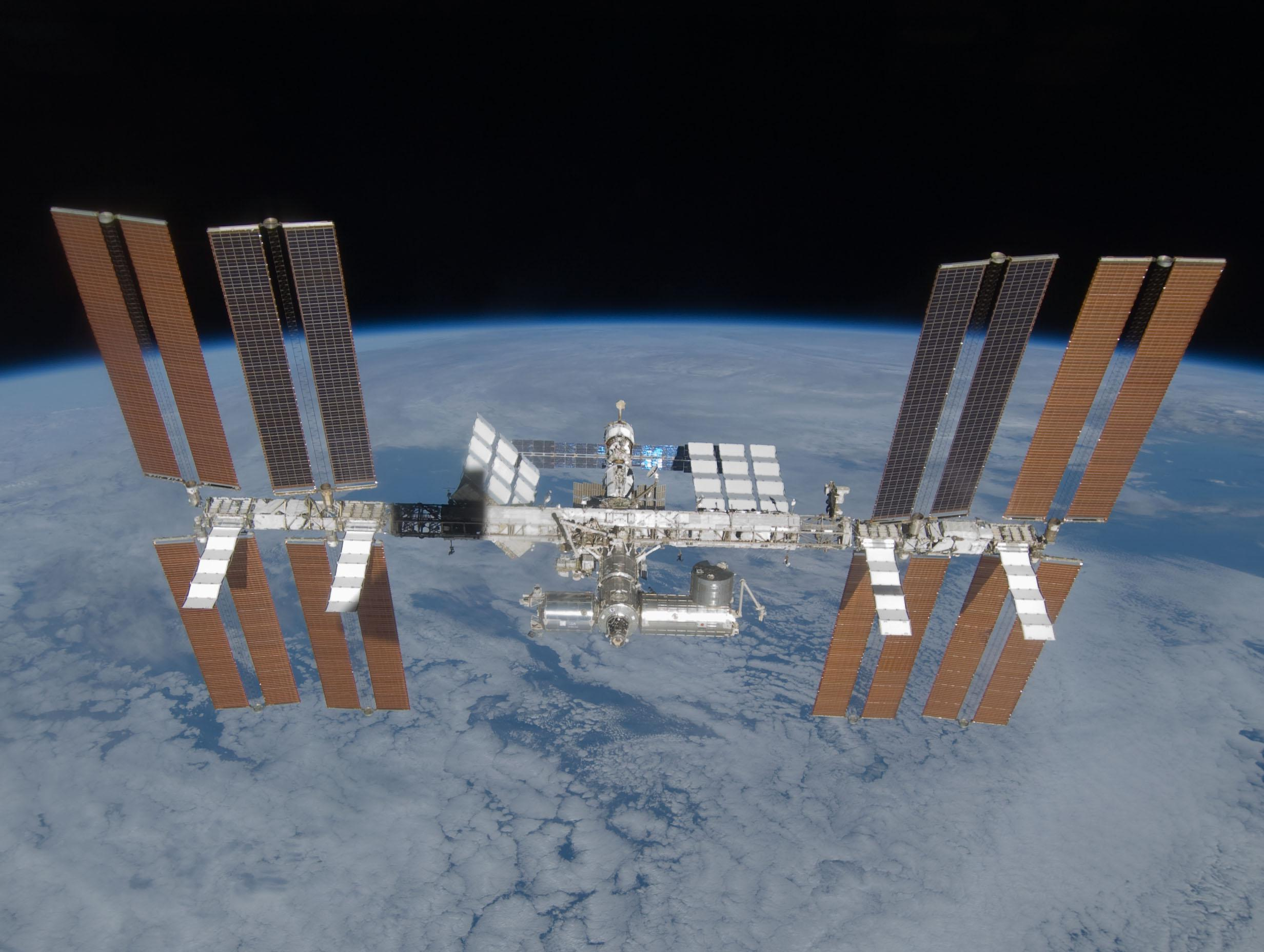
Die ISS nach der Abkopplung der Discovery

Flugtag elf (25. März) begann mit den finalen Transfers. Hauptsächlich handelte es sich dabei um wissenschaftliche Ergebnisse, welche so lange wie möglich tiefgekühlt werden sollten, bevor sie auf die Discovery gebracht wurden. Um 17:59 UTC beendeten die Besatzungen dann ihre gemeinsamen Arbeiten und schlossen die Luken zwischen den Raumfahrzeugen. Nach insgesamt 9 Tagen, 20 Stunden und 10 Minuten dockte die Discovery um 19:53 UTC ab und entfernte sich von der Raumstation. Anschließend übernahm Pilot Dominic Antonelli die Kontrolle und flog die Discovery in einem Kreis um die Station herum, so dass die Besatzung den Baufortschritt fotografisch dokumentieren konnte. Nach diesem Manöver wurden die Triebwerke gezündet und die Discovery begann sich von der Station zu entfernen.

### Rückkehr
Beginnend mit Flugtag zwölf (26. März) wurden die Vorbereitungen für die Landung getroffen. Die Besatzung begann damit, lose Gegenstände zu verstauen und führte eine erneute Untersuchung des Hitzeschildes mittels des OBSS aus. Am 13. Flugtag (27. März) standen die Tests der für die Landung benötigten Systeme im Vordergrund. Zu diesem System gehörten die Tragflächenhydraulik und die Kontrolldüsen. Es wurden weitere, nicht länger benötigte Gegenstände verstaut und ein spezieller Liegesitz für Sandra Magnus aufgestellt, welche nach 137 Tagen auf der ISS unter Muskelschwund leiden würde. Weiterhin wurde eine Triebwerkszündung durchgeführt, welche die Höhe des Shuttles verringerte.

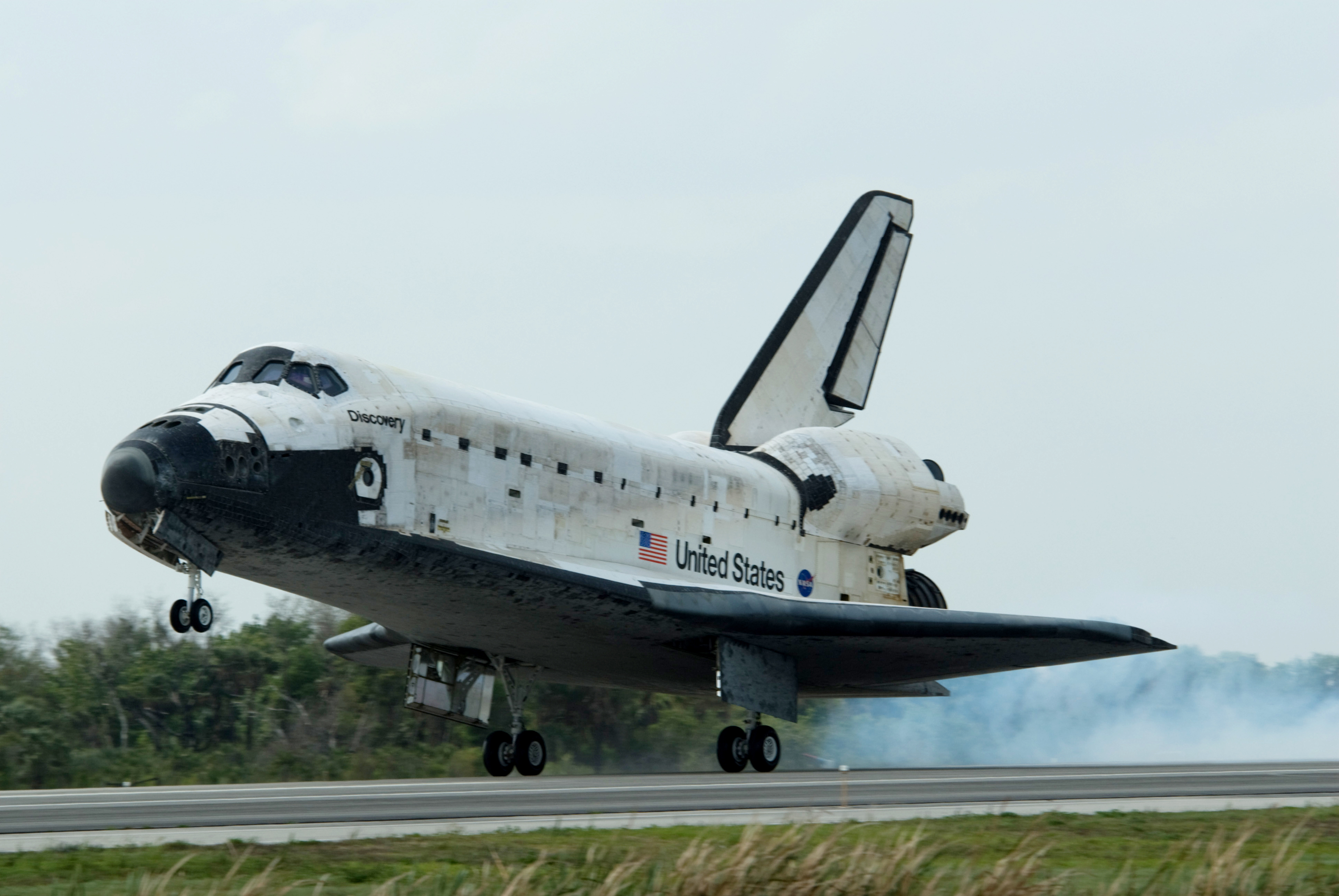
Landung der Discovery am Kennedy Space Center

Die Landung war für den 14. Flugtag (28. März) um 17:39:42 UTC auf der Shuttle Landing Facility am Kennedy Space Center vorgesehen. Entsprechend wurden kurz nach 14:00 UTC die Ladebuchttore geschlossen. Die erste Landegelegenheit konnte wegen der Wetterbedingungen nicht genutzt werden, da die für die Landung maximal zulässige Spitzenwindgeschwindigkeit von 46,3 km/h (25 Knoten) überschritten war. Jedoch sollte sich für den zweiten Landeversuch das Wetter allgemein bessern, sodass der Besatzung kurz vor 18:00 UTC die Freigabe zum Deorbit Burn gegeben wurde. Im Vorfeld hatten die Astronauten mehrere Liter Flüssigkeit zu sich genommen, um sich besser an die Gravitation anzupassen. Die Bremszündung begann um 18:08 UTC und verlangsamte das Shuttle um 370 km/h. Die Landung erfolgte um 19:13:17 UTC auf Bahn 15 der Shuttle Landing Facility. Kurz nach der Landung fuhr ein Sicherungskonvoi zur Raumfähre, um diese zu kühlen und der Besatzung beim Ausstieg zu helfen, nachdem diese alle Systeme der Raumfähre abgeschaltet hatten. Weiterhin sicherten sie die zeitkritischen Experimente, welche mit der Discovery zurückkehrten. Die Discovery wurde einige Stunden später zurück zur Orbiter Processing Facility gefahren, um dort auf ihre nächste Mission, STS-128, vorbereitet zu werden.